# Championnat de France de rugby à XV de 2e division 2014-2015
Navigation
Pro D2 2013-2014 Pro D2 2015-2016
Le championnat de France de rugby à XV de 2e division 2014-2015 ou Pro D2 2014-2015 se déroule du 23-24 août 2014 au 24 mai 2015. La compétition se divise en deux phases, une phase régulière en aller-retour où l'on détermine le vainqueur, puis une phase de barrage dite play-off pour déterminer le second promu en Top 14, entre le deuxième et le cinquième. Les deux derniers sont relégués en Fédérale 1.
Cette saison, l'USA Perpignan et le Biarritz olympique disputent la compétition, ayant été relégués du Top 14. L'US Montauban et le RC Massy, finalistes de la Fédérale 1, sont promus pour disputer cette saison de Pro D2.

## Règlement
Seize équipes participent au championnat Pro D2. L'équipe terminant 1re accède au Top 14. Les équipes classées 2e, 3e, 4e et 5e disputent des demi-finales qualificatives pour la montée en Top 14. L'équipe classée 2e reçoit celle classée 5e, et celle classée 3e accueille celle classée 4e pour les demi-finales. Les deux vainqueurs des demi-finales se rencontrent sur terrain neutre pour la finale. Le vainqueur de cette finale accède au Top 14. Les équipes classées 15e et 16e sont reléguées en division inférieure.

## Liste des équipes en compétition
| SU Agen SC Albi Stade aurillacois Béziers Biarritz olympique Bourgoin-Jallieu US · Carcassonne Colomiers rugby US Dax RC Massy Stade montois US Montauban RC Narbonne Section paloise USA Perpignan Tarbes · Pyrénées |

| Club                | Budget 2014-15 en millions d'euros | Classement en 2013-14 | Entraîneur                                                       | Stade                          | Capacité |
| ------------------- | ---------------------------------- | --------------------- | ---------------------------------------------------------------- | ------------------------------ | -------- |
| SU Agen             | 8,40                               | 2                     | Philippe Sella Mathieu Blin Jean-Jacques Crenca Stéphane Prosper | Stade Armandie                 | 14 000   |
| SC Albi             | 5,39                               | 12                    | Ugo Mola Jean-Christophe Bacca Rémy Ladauge Benjamin Bagate      | Stadium municipal              | 12 058   |
| Stade aurillacois   | 4,36                               | 11                    | Jeremy Davidson Thierry Peuchlestrade                            | Stade Jean-Alric               | 10 000   |
| AS Béziers          | 5,50                               | 10                    | Christophe Hamacek Manny Edmonds                                 | Stade de la Méditerranée       | 18 555   |
| Biarritz olympique  | 11,07                              | 14 (Top 14)           | Eddie O'Sullivan Benoit August Pierre Chadebech                  | Parc des sports d'Aguiléra     | 15 000   |
| CS Bourgoin-Jallieu | 3,84                               | 8                     | Pascal Peyron Alexandre Péclier                                  | Stade Pierre-Rajon             | 9 441    |
| US Carcassonne      | 3,83                               | 14                    | Christian Gajan Philippe Guicherd Alexandre Jaffrès              | Stade Albert-Domec             | 10 000   |
| Colomiers rugby     | 5,44                               | 9                     | Bernard Goutta Philippe Filiatre                                 | Stade Michel-Bendichou         | 11 000   |
| US Dax              | 4,77                               | 13                    | Richard Dourthe Brice Miguel                                     | Stade Maurice-Boyau            | 16 170   |
| RC Massy Essonne    | 3,73                               | 2 (Fédérale 1)        | Olivier Nier Victor Didebulidze                                  | Stade Jules-Ladoumègue         | 3 200    |
| Stade montois       | 5,21                               | 7                     | Christophe Laussucq David Auradou                                | Stade Guy-Boniface             | 10 000   |
| US Montauban        | 3,82                               | 1 (Fédérale 1)        | Xavier Péméja Philippe Mothe Pierre-Philippe Lafond              | Stade Sapiac                   | 12 600   |
| RC Narbonne         | 4,51                               | 5                     | Justin Harrison Chris Whitaker                                   | Parc des sports et de l'amitié | 12 000   |
| USA Perpignan       | 11,07                              | 13 (Top 14)           | Alain Hyardet Grégory Patat François Gelez                       | Stade Aimé-Giral               | 14 593   |
| Section paloise     | 9,66                               | 4                     | Simon Mannix David Aucagne Joël Rey                              | Stade du Hameau                | 13 800   |
| Tarbes Pyrénées     | 5,00                               | 6                     | Frédéric Garcia Nicolas Nadau                                    | Stade Maurice-Trélut           | 15 000   |

## Joueurs internationaux
14 joueurs ayant porté le maillot de l’équipe de France sont présents dans le championnat de Pro D2 cette année :  
| Joueur                         | Club                  | Position             |
| ------------------------------ | --------------------- | -------------------- |
| Benoît Baby                    | Biarritz olympique    | Centre               |
| Jean Bouilhou                  | Section paloise       | troisième ligne aile |
| Renaud Boyoud                  | US Dax                | Pilier               |
| Nicolas Laharrague             | Tarbes Pyrénées Rugby | demi d'ouverture     |
| Rémy Martin                    | AS Béziers            | troisième ligne aile |
| David Marty                    | USA Perpignan         | Centre               |
| Lionel Mazars                  | SU Agen               | Centre               |
| Franck Montanella              | Biarritz olympique    | Pilier               |
| Benjamin Noirot                | Biarritz olympique    | Talonneur            |
| Jean-Baptiste Peyras-Loustalet | AS Béziers            | Arrière              |
| Julien Peyrelongue             | US Dax                | demi d'ouverture     |
| Jérôme Schuster                | Tarbes Pyrénées Rugby | Pilier               |
| David Skrela                   | Colomiers             | demi d'ouverture     |
| Damien Traille                 | Section paloise       | Centre               |

## Résumé des résultats

### Classement de la saison régulière
| Rang | Club                   | J  | V  | N | D  | Bo | Bd | Pm  | Pe  | Diff | Pts |
| ---- | ---------------------- | -- | -- | - | -- | -- | -- | --- | --- | ---- | --- |
| 1    | Section paloise        | 30 | 20 | 1 | 9  | 10 | 2  | 754 | 530 | +224 | 94  |
| 2    | Stade montois          | 30 | 18 | 0 | 12 | 4  | 7  | 676 | 531 | +145 | 83  |
| 3    | USA Perpignan (R)      | 30 | 17 | 1 | 12 | 7  | 5  | 744 | 615 | +129 | 82  |
| 4    | SU Agen                | 30 | 17 | 0 | 13 | 7  | 6  | 732 | 611 | +121 | 81  |
| 5    | SC Albi                | 30 | 18 | 0 | 12 | 2  | 6  | 651 | 606 | +45  | 80  |
| 6    | Stade aurillacois      | 30 | 16 | 2 | 12 | 6  | 3  | 650 | 579 | +71  | 77  |
| 7    | Biarritz olympique (R) | 30 | 17 | 0 | 13 | 6  | 3  | 647 | 580 | +67  | 77  |
| 8    | Colomiers Rugby        | 30 | 16 | 0 | 14 | 1  | 4  | 635 | 632 | +3   | 69  |
| 9    | US Carcassonne         | 30 | 15 | 0 | 15 | 2  | 4  | 688 | 706 | -18  | 66  |
| 10   | US Montauban (P)       | 30 | 13 | 1 | 16 | 5  | 5  | 627 | 638 | -11  | 64  |
| 11   | AS Béziers             | 30 | 14 | 0 | 16 | 2  | 5  | 620 | 655 | -35  | 63  |
| 12   | Tarbes PR              | 30 | 13 | 2 | 15 | 0  | 6  | 635 | 750 | -115 | 62  |
| 13   | CS Bourgoin-Jallieu    | 30 | 11 | 3 | 16 | 2  | 4  | 548 | 652 | -104 | 52¹ |
| 14   | RC Narbonne            | 30 | 11 | 1 | 18 | 1  | 3  | 604 | 746 | -142 | 50  |
| 15   | US Dax (²)             | 30 | 10 | 1 | 19 | 1  | 4  | 518 | 687 | -169 | 47  |
| 16   | RC Massy (P)           | 30 | 8  | 0 | 22 | 1  | 8  | 643 | 854 | -211 | 41  |

¹ Le CS Bourgoin-Jallieu a eu quatre points de pénalité plus deux avec sursis pour « manquements graves et répétés, sur deux exercices budgétaires consécutifs, aux règles de comptabilisation et de transparence qui s'imposent aux clubs professionnels vis-à-vis de la DNACG ».

² En raison de problèmes financiers du Lille Métropole rugby, la DNACG refuse au club la montée en Pro D2 pour la saison 2015-2016 qui reste donc en Fédérale 1 pour cette même saison. Pour cette raison, l'US Dax est repêchée
|  | Champion de France de Pro D2, promu en Top 14 (no 1).                                                                   |
|  | Participation aux phases finales de barrage pour déterminer le vice-champion, promu en Top 14 (no 2, no 3, no 4, no 5). |
|  | Relégation en Fédérale 1 (no 16).                                                                                       |
|  | R : relégués 2014 • P : promus 2014                                                                                     |

Attribution des points : victoire sur tapis vert : 5, victoire : 4, match nul : 2, défaite : 0, forfait : -2 ; plus les bonus (offensif : 3 essais de plus que l'adversaire ; défensif : défaite par 5 points d'écart ou moins; les deux bonus peuvent se cumuler: ainsi une équipe qui perdrait 21-24 en ayant inscrit trois essais tandis que le vainqueur a marqué 8 pénalité marquerait deux points).
Règles de classement : 1. points terrain (bonus compris) ; 2. points terrain obtenus dans les matches entre équipes concernées ; 3. différence de points dans les matches entre équipes concernées ; 4. différence entre essais marqués et concédés dans les matches entre équipes concernées ; 5. différence de points générale ; 6. différence entre essais marqués et concédés ; 7. nombre de points marqués ; 8. nombre d'essais marqués ; 9. nombre de forfaits n'ayant pas entraîné de forfait général ; 10. place la saison précédente.

### Barrages d'accession en Top 14
Alors que le stade Jacques-Chaban-Delmas accueillait la finale d'accession en Top 14 depuis trois saisons, la ville de Bordeaux ne l’héberge pas cette année, étant donné que le nouveau stade de Bordeaux organise cette même saison les demi-finales de Top 14. La LNR décide donc d'organiser la finale au stade Ernest-Wallon de Toulouse.
|  | Demi-finales                                           | Demi-finales                                           |                   |    | Finale                                       | Finale                                       |
|  | Demi-finales                                           | Demi-finales                                           |                   |    | Finale                                       | Finale                                       |
|  |                                                        |                                                        |                   |    |                                              |                                              |
|  | 17 mai 2015, 14h au stade Guy-Boniface, Mont-de-Marsan | 17 mai 2015, 14h au stade Guy-Boniface, Mont-de-Marsan |                   |    | 24 mai 2015 au stade Ernest-Wallon, Toulouse | 24 mai 2015 au stade Ernest-Wallon, Toulouse |
|  | 17 mai 2015, 14h au stade Guy-Boniface, Mont-de-Marsan | 17 mai 2015, 14h au stade Guy-Boniface, Mont-de-Marsan |                   |    | 24 mai 2015 au stade Ernest-Wallon, Toulouse | 24 mai 2015 au stade Ernest-Wallon, Toulouse |
|  | [2] Stade montois                                      | 22                                                     |                   |    | 24 mai 2015 au stade Ernest-Wallon, Toulouse | 24 mai 2015 au stade Ernest-Wallon, Toulouse |
|  | [2] Stade montois                                      | 22                                                     |                   |    | 24 mai 2015 au stade Ernest-Wallon, Toulouse | 24 mai 2015 au stade Ernest-Wallon, Toulouse |
|  | [5] SC Albi                                            | 8                                                      |                   |    | 24 mai 2015 au stade Ernest-Wallon, Toulouse | 24 mai 2015 au stade Ernest-Wallon, Toulouse |
|  | [5] SC Albi                                            | 8                                                      | [2] Stade montois | 15 |                                              |                                              |
|  | 17 mai 2015, 17h au stade Aimé-Giral, Perpignan        |                                                        | [2] Stade montois | 15 |                                              |                                              |
|  |                                                        | [4] SU Agen                                            | 16                |    |                                              |                                              |
|  | [3] USA Perpignan                                      | [4] SU Agen                                            | 16                | 32 |                                              |                                              |
|  | [3] USA Perpignan                                      |                                                        |                   | 32 |                                              |                                              |
|  | [4] SU Agen                                            | 32*                                                    |                   |    |                                              |                                              |
|  | [4] SU Agen                                            | 32*                                                    |                   |    |                                              |                                              |

* Agen gagne à la différence d'essais marqués (4-2)

## Résultats détaillés

### Phase régulière[9]

#### Tableau synthétique des résultats
L'équipe qui reçoit est indiquée dans la colonne de gauche.
| Clubs              | SUA   | SCA   | AUR   | BEZ   | BIA   | BOU   | CAR   | COL   | DAX   | MAS   | SM    | USM   | NAR   | PAU   | PER   | TAR   |
| ------------------ | ----- | ----- | ----- | ----- | ----- | ----- | ----- | ----- | ----- | ----- | ----- | ----- | ----- | ----- | ----- | ----- |
| SU Agen            |       | 15-9  | 41-5  | 30-13 | 12-3  | 33-36 | 46-31 | 29-11 | 22-17 | 34-29 | 28-19 | 24-13 | 43-8  | 41-20 | 23-26 | 31-9  |
| SC Albi            | 22-9  |       | 28-16 | 23-27 | 34-16 | 16-9  | 34-22 | 29-26 | 24-20 | 45-18 | 19-23 | 21-9  | 17-13 | 34-27 | 19-21 | 19-16 |
| Stade aurillacois  | 19-12 | 19-20 |       | 28-13 | 24-20 | 54-21 | 15-10 | 20-13 | 42-6  | 48-17 | 27-18 | 25-9  | 33-11 | 34-25 | 52-14 | 11-7  |
| AS Béziers         | 31-27 | 18-16 | 14-19 |       | 17-9  | 19-0  | 16-12 | 22-6  | 29-15 | 63-14 | 22-21 | 38-13 | 23-22 | 22-23 | 17-20 | 41-17 |
| Biarritz olympique | 42-18 | 14-6  | 16-15 | 21-16 |       | 40-0  | 28-11 | 30-3  | 24-17 | 21-3  | 24-20 | 26-17 | 34-19 | 0-20  | 23-18 | 52-10 |
| CS Bourgoin        | 13-9  | 23-32 | 23-23 | 49-7  | 6-27  |       | 25-19 | 23-11 | 18-18 | 25-20 | 21-16 | 14-20 | 37-18 | 12-17 | 22-3  | 42-16 |
| US Carcassonne     | 32-24 | 24-13 | 12-16 | 23-14 | 25-18 | 25-23 |       | 40-25 | 40-17 | 20-17 | 17-28 | 27-12 | 15-13 | 40-27 | 42-20 | 36-33 |
| Colomiers          | 26-21 | 16-17 | 15-11 | 9-12  | 42-33 | 24-17 | 20-17 |       | 19-10 | 15-7  | 13-15 | 27-14 | 27-19 | 50-10 | 32-15 | 34-17 |
| US Dax             | 17-10 | 24-29 | 16-3  | 28-16 | 29-28 | 20-26 | 6-15  | 16-34 |       | 37-10 | 18-15 | 17-12 | 12-3  | 3-20  | 19-12 | 33-15 |
| RC Massy           | 27-29 | 16-19 | 34-25 | 19-10 | 10-18 | 27-25 | 39-29 | 20-27 | 50-13 |       | 39-32 | 19-24 | 39-25 | 12-14 | 20-29 | 23-18 |
| Stade montois      | 9-11  | 26-17 | 27-3  | 32-18 | 23-15 | 22-6  | 30-18 | 24-26 | 16-3  | 25-22 |       | 30-20 | 29-0  | 15-6  | 23-9  | 47-19 |
| US Montauban       | 23-33 | 17-12 | 23-13 | 26-15 | 43-3  | 30-0  | 30-13 | 23-16 | 21-17 | 59-36 | 17-19 |       | 17-18 | 22-24 | 24-19 | 31-13 |
| RC Narbonne        | 23-15 | 38-22 | 33-17 | 25-15 | 7-20  | 16-16 | 33-20 | 10-19 | 47-20 | 31-25 | 12-20 | 28-24 |       | 11-36 | 31-21 | 36-23 |
| Section paloise    | 26-21 | 35-10 | 41-3  | 45-5  | 41-6  | 19-16 | 23-24 | 45-10 | 22-15 | 26-3  | 30-15 | 31-5  | 25-12 |       | 22-19 | 16-20 |
| USA Perpignan      | 32-16 | 21-22 | 15-15 | 28-25 | 48-15 | 42-0  | 40-15 | 22-9  | 37-8  | 42-21 | 25-21 | 48-17 | 38-12 | 22-15 |       | 23-19 |
| Tarbes PR          | 20-25 | 28-23 | 25-15 | 35-22 | 26-21 | 9-0   | 21-14 | 44-30 | 28-22 | 26-7  | 26-16 | 12-12 | 44-30 | 23-23 | 16-15 |       |

|  | Victoire à domicile |  | Match nul |  | Défaite à domicile |

#### Détail des résultats
Les points marqués par chaque équipe sont inscrits dans les colonnes centrales (3-4) alors que les essais marqués sont donnés dans les colonnes latérales (1-6). Les points de bonus sont symbolisés par une bordure bleue pour les bonus offensifs (trois essais de plus que l'adversaire), orange pour les bonus défensifs (défaite par moins de cinq points d'écart), rouge si les deux bonus sont cumulés.

#### Évolution du classement
| Club               | 1  | 2  | 3  | 4  | 5  | 6  | 7  | 8  | 9  | 10 | 11 | 12 | 13 | 14 | 15 | 16 | 17 | 18 | 19 | 20 | 21 | 22 | 23 | 24 | 25 | 26 | 27 | 28 | 29 | 30 |
| ------------------ | -- | -- | -- | -- | -- | -- | -- | -- | -- | -- | -- | -- | -- | -- | -- | -- | -- | -- | -- | -- | -- | -- | -- | -- | -- | -- | -- | -- | -- | -- |
| SU Agen            | 11 | 13 | 15 | 10 | 14 | 8  | 7  | 4  | 7  | 4  | 8  | 10 | 10 | 10 | 9  | 6  | 6  | 6  | 2  | 3  | 2  | 3  | 4  | 5  | 4  | 3  | 3  | 2  | 3  | 4  |
| SC Albi            | 3  | 2  | 2  | 2  | 2  | 3  | 6  | 8  | 6  | 2  | 2  | 2  | 3  | 4  | 4  | 3  | 4  | 5  | 5  | 6  | 8  | 7  | 7  | 7  | 6  | 7  | 6  | 5  | 5  | 5  |
| Stade aurillacois  | 9  | 16 | 11 | 13 | 7  | 11 | 9  | 10 | 8  | 9  | 7  | 6  | 6  | 5  | 7  | 5  | 5  | 4  | 6  | 4  | 5  | 5  | 5  | 6  | 5  | 5  | 7  | 7  | 7  | 6  |
| AS Béziers         | 6  | 4  | 4  | 8  | 6  | 4  | 2  | 3  | 2  | 3  | 5  | 9  | 8  | 9  | 11 | 9  | 9  | 9  | 9  | 10 | 9  | 9  | 10 | 10 | 10 | 10 | 9  | 9  | 10 | 11 |
| Biarritz olympique | 8  | 11 | 7  | 11 | 5  | 9  | 8  | 11 | 9  | 10 | 10 | 4  | 5  | 2  | 2  | 4  | 2  | 2  | 3  | 5  | 7  | 6  | 6  | 4  | 7  | 6  | 5  | 6  | 6  | 7  |
| CS Bourgoin        | 14 | 8  | 5  | 7  | 9  | 16 | 16 | 14 | 15 | 14 | 15 | 15 | 16 | 15 | 15 | 16 | 16 | 14 | 15 | 14 | 14 | 14 | 13 | 13 | 13 | 15 | 13 | 13 | 13 | 13 |
| US Carcassonne     | 16 | 10 | 12 | 9  | 11 | 7  | 5  | 7  | 5  | 8  | 11 | 12 | 12 | 11 | 10 | 11 | 12 | 11 | 12 | 11 | 11 | 11 | 11 | 11 | 11 | 11 | 11 | 11 | 9  | 9  |
| Colomiers rugby    | 15 | 9  | 6  | 12 | 13 | 15 | 12 | 9  | 10 | 5  | 3  | 7  | 4  | 7  | 8  | 10 | 10 | 10 | 10 | 9  | 10 | 10 | 9  | 9  | 9  | 8  | 8  | 8  | 8  | 8  |
| US Dax             | 12 | 7  | 14 | 14 | 16 | 13 | 14 | 16 | 16 | 16 | 14 | 16 | 15 | 14 | 14 | 15 | 15 | 16 | 16 | 16 | 16 | 16 | 15 | 14 | 15 | 13 | 15 | 15 | 15 | 15 |
| RC Massy           | 10 | 15 | 16 | 16 | 15 | 12 | 13 | 12 | 13 | 12 | 12 | 11 | 11 | 13 | 13 | 13 | 13 | 13 | 13 | 13 | 13 | 13 | 14 | 16 | 16 | 16 | 16 | 16 | 16 | 16 |
| Stade montois      | 4  | 6  | 9  | 5  | 4  | 5  | 3  | 6  | 4  | 7  | 6  | 3  | 2  | 6  | 5  | 7  | 8  | 8  | 8  | 7  | 4  | 4  | 3  | 3  | 3  | 4  | 4  | 3  | 2  | 2  |
| US Montauban       | 1  | 5  | 10 | 6  | 10 | 6  | 10 | 5  | 11 | 11 | 9  | 8  | 9  | 8  | 6  | 8  | 7  | 7  | 7  | 8  | 6  | 8  | 8  | 8  | 8  | 9  | 10 | 10 | 11 | 10 |
| RC Narbonne        | 13 | 14 | 13 | 15 | 12 | 14 | 15 | 15 | 12 | 15 | 16 | 13 | 14 | 16 | 16 | 14 | 14 | 15 | 14 | 15 | 15 | 15 | 16 | 15 | 14 | 14 | 14 | 14 | 14 | 14 |
| Section paloise    | 7  | 1  | 1  | 1  | 1  | 1  | 1  | 1  | 1  | 1  | 1  | 1  | 1  | 1  | 1  | 1  | 1  | 1  | 1  | 1  | 1  | 1  | 1  | 1  | 1  | 1  | 1  | 1  | 1  | 1  |
| USA Perpignan      | 2  | 3  | 3  | 4  | 3  | 2  | 4  | 2  | 3  | 6  | 4  | 5  | 7  | 3  | 3  | 2  | 3  | 3  | 4  | 2  | 3  | 2  | 2  | 2  | 2  | 2  | 2  | 4  | 4  | 3  |
| Tarbes PR          | 5  | 12 | 8  | 3  | 8  | 10 | 11 | 13 | 14 | 13 | 13 | 14 | 13 | 12 | 12 | 12 | 11 | 12 | 11 | 12 | 12 | 12 | 12 | 12 | 12 | 12 | 12 | 12 | 12 | 12 |

|  | Leader |  | Qualifiés pour les phases finales |  | Relégables |

## Statistiques
Source : lnr.fr

### Meilleurs réalisateurs
| Rang | Joueur            | Club               | Position         | Points | Essais | Transf. | Pén. | Drops |
| ---- | ----------------- | ------------------ | ---------------- | ------ | ------ | ------- | ---- | ----- |
| 1    | Gilles Bosch      | US Carcassonne     | Demi d'ouverture | 340    | 0      | 35      | 85   | 5     |
| 1    | Mathieu Peluchon  | SC Albi            | Arrière          | 326    | 1      | 39      | 81   | 0     |
| 3    | Adrien Latorre    | RC Massy           | Demi d'ouverture | 302    | 6      | 46      | 60   | 0     |
| 4    | Maxime Petitjean  | Stade aurillacois  | Demi d'ouverture | 293    | 1      | 27      | 76   | 2     |
| 5    | Danré Gerber      | AS Béziers         | Centre           | 257    | 2      | 26      | 65   | 0     |
| 6    | Burton Francis    | SU Agen            | Demi d'ouverture | 255    | 3      | 30      | 57   | 3     |
| 7    | David Skrela      | Colomiers rugby    | Demi d'ouverture | 246    | 0      | 24      | 65   | 1     |
| 8    | Ashley Moeke      | Tarbes PR          | Demi d'ouverture | 239    | 1      | 33      | 56   | 0     |
| 9    | Jonathan Bousquet | USA Perpignan      | Trois-quart aile | 223    | 3      | 26      | 50   | 2     |
| 10   | Wesley Dunlop     | US Montauban       | Demi d'ouverture | 198    | 1      | 29      | 45   | 0     |
| 11   | Maxime Lucu       | Biarritz olympique | Demi de mêlée    | 197    | 4      | 30      | 39   | 0     |
| 12   | Matthew James     | Stade montois      | Demi d'ouverture | 192    | 2      | 19      | 46   | 2     |

### Meilleurs marqueurs
| Rang | Joueur                         | Club                  | Position        | Essais |
| ---- | ------------------------------ | --------------------- | --------------- | ------ |
| 1    | Vilikisa Salawa                | Stade montois         | Ailier          | 14     |
| 2    | Armand Batlle                  | Colomiers rugby       | Ailier          | 13     |
| 3    | Sanele Vavae Tuilagi           | US Carcassonne        | Troisième ligne | 10     |
| -    | Elijah Niko                    | Section paloise       | Centre          | 10     |
| -    | Marika Vunibaka                | Section paloise       | Ailier          | 10     |
| 6    | Vungakoto Lilo                 | Tarbes Pyrénées rugby | Ailier          | 9      |
| -    | Taylor Paris                   | SU Agen               | Ailier          | 9      |
| 8    | Rodney Davies                  | Biarritz olympique    | Ailier          | 8      |
| -    | Gabriel Lacroix                | SC Albi               | Ailier          | 8      |
| -    | Jean-Baptiste Peyras-Loustalet | AS Béziers            | Ailier          | 8      |
| -    | Wandile Mjekevu                | USA Perpignan         | Ailier          | 8      |